# Bibb Graves
David Bibb Graves (1 de abril, 1873 - 14 de março, 1942) foi um político dos Estados Unidos foi o 38º e 40º governador do Alabama, de 1927 - 1931 e de 1935 - 1939 respectivamente, elegeu-se pelo partido democrata e foi o primeiro governador do Alabama para dois mandatos de quatro anos.

## Começo de vida
Graves nasceu em Hope Hull no Alabama, filho de David e Mattie Bibb Graves, ele é descendente do primeiro governador do Alabama William Wyatt Bibb. O pai de Graves morreu quando ele tinha um ano de idade, então ele foi criado primeiramente por seu avô paterno, em uma fazenda no Alabama e depois por um tio no Texas. Bibb frequentou a Universidade do Alabama, onde ele era um membro da primeira equipe de futebol  da escola. Após graduar-se com uma licenciatura em engenharia civil em 1893, Graves graduou-se na Faculdade de direito de Yale em 1896. Após Graves foi eleito para o governo do Alabama e mais tarde atuou como procurador da cidade de Montgomery.
Como ajudante geral da Guarda Nacional do Alabama, ele ajudou a organizar a 1ª cavalaria do Alabama e serviu na fronteira mexicana, em 1916. Na primeira guerra mundial, Graves comandou como coronel da 117ª artilharia dos EUA na França, e após seu retorno para o Alabama, ele ajudou a organizar a seção estadual da legião americana.

## Carreira política
Graves perdeu em sua primeira campanha para governador em 1922, mas quatro anos depois, com o apoio secreto da Ku Klux Klan, ele foi eleito para seu primeiro mandato como governador. Provavelmente Graves foi exaltado Cyclops (Presidente do capítulo) do Klan de Montgomery, mas Graves e o juiz Hugo Black do Suprema Corte dos Estado, outro membro do Klan do Alabama, foram mais oportunistas que ideólogos, políticos que usaram a força temporária do Klan em proveito de suas carreiras. Depois de receber ouro maciço "passaportes" do Klan, Graves e Black eram publicamente conhecidos em alguns círculos do Alabama como "Os gêmeos do pó de ouro" (mascotes de um produto de lavagem da Gold Dust Twins, que trabalhavam bem em dupla).
Como governador, Graves ganhou reputação  reformista, abolindo o condenado sistema de leasing (locação de produto com ou sem opção de compra no final da locação), e aumentou os impostos sobre empresas de carvão, ferro, ferrovias e serviços de utilidade pública. A nova receita foi usada para expandir as instalações de saúde pública e educacionais, aumentar os salários dos professores e aposentadorias públicas, financiar um ambicioso programa de construção de estradas e melhorar as instalações portuárias de Mobile, Alabama. Para manter a sua popularidade entre os agricultores no norte do Alabama e classes de trabalhadores, Graves bem atendeu seu compromisso com a legislação do New Deal (plano econômico), ganhando reputação como um dos governadores mais progressistas do Sul. Durante seu segundo governo ele apoiou o court-packing (plano de reforma judicial) de Franklin D. Roosevelt e a nomeação de Hugo Black para a Suprema Corte dos Estados Unidos. Em 1937, quando os laços de Hugo Black com Ku Klux Klan foram debatidos no Congresso, Graves observou sua própria associação anterior, que já havia sido revelada publicamente quando demitiu-se da organização em 1928.
Graves fez muitas viagens bem sucedidas para Washington para garantir fundos para o Alabama, que ele chamou de "plum-tree-shaking expeditions" (sacudir a árvore dos frutos), então o Presidente Roosevelt nomeou-o para o comitê consultivo nacional para a agricultura e para uma comissão inter-regional de estradas. Graves era um forte opositor das esterilizações eugênicas, bem como em 1938, ele se fez presente para cumprimentar os 1.200 delegados à sessão de fundação da Conferência do Sul em Bem-estar Humano, um quinto dos quais eram negros.
Em 1937, quando o presidente Franklin Roosevelt nomeou o senador Hugo Black para a Suprema Corte dos Estados Unidos, Graves nomeou sua própria esposa, Dixie Bibb Graves, para executar o restante do mandato de Black. Ela assim se tornou a primeira mulher Senadora do Alabama.

## Últimos anos e morte
Graves era um membro da Phi Beta Kappa (sociedade acadêmica em prol do conhecimento) e um Élder da Christian Church. Ele foi membro fundador do Conselho de curadores do Bob Jones College e amigo pessoal do fundador, o evangelista Bob Jones. Bibb Graves morreu em Sarasota, Flórida, enquanto se preparava para outra campanha para governador.

## Legado
A University of West Alabama tem um salão "Bibb Graves" e um auditório de mesmo nome. A University of North Alabama tem um salão "Bibb Graves". A Auburn University tem um anfiteatro Bibb Graves e uma unidade de mesmo nome. A School of Education da University of Alabama foi nomeada por ele. A sala de aula mais antiga do edifício da Troy University que abriga a Sorrell College of Business é chamada "Bibb Graves Hall". A histórica Alabama A&M University possui um salão "Bibb Graves", A Alabama State University, a Alabama State University tem um dormitório feminino chamado "Bibb Graves".  A Jacksonville State University também possui um edifício administrativo chamado "Bibb Graves". A Bob Jones University tinha um salão residencial nomeado de "Graves" até 2011, quando então foi renomeado H. A. Ironside. A Bibb Graves High School em Millerville no Condado de Clay, Alabama, fechou em 2003.

## Fonte da tradução
- Este artigo foi inicialmente traduzido, total ou parcialmente, do artigo da Wikipédia em inglês cujo título é «Bibb Graves».